# Rudolf Wittkower
Rudolf Jacob Wittkower (* 22. Juni 1901 in Berlin; † 11. Oktober 1971 in New York) war ein britischer, in Deutschland ausgebildeter  Kunsthistoriker.

## Leben
Wittkowers Vater Henry Wittkower war ein Brite, der in Deutschland lebte. Zunächst studierte Rudolf ein Jahr lang Architektur in Berlin, ehe er beschloss, bei Heinrich Wölfflin an der Universität München Kunstgeschichte zu studieren. Wittkower kam mit Wölfflin nicht zurecht und kehrte nach Berlin zurück, um bei Adolph Goldschmidt zu studieren. Der Besuch eines Seminars bei dem Orientalisten und Archäologen Ernst Herzfeld weckte sein Interesse für die Kunst des Orients. Wittkowers Dissertation handelte von Domenico Morone.
1923 ging Wittkower als Assistent von Ernst Steinmann an die Bibliotheca Hertziana nach Rom, um ihm bei der Vervollständigung der Michelangelo-Bibliographie zu helfen. Dort blieb er bis 1927 und verfasste nebenher mehrere Artikel für das Allgemeine Lexikon der bildenden Künstler. In Italien lernte er auch Aby Warburg kennen, der ihn nach Hamburg zur Durchsicht der Warburgschen Bibliothek einlud. Der dortige Besuch 1928 war der Beginn der lebenslangen Freundschaft mit Erwin Panofsky, der ihn für die Ikonologie gewinnen konnte. Wittkower arbeitete in der Folge an der Universität Berlin und ab 1932 an der Universität Köln.
Wittkower wurde 1933 nach der Machtübergabe an die Nationalsozialisten aus rassistischen Gründen als Jude entlassen, er ging nach London und arbeitete bis 1956 am Warburg Institute. 1949 erschien mit Architectural Principles in the Age of Humanism sein Hauptwerk. Zugleich erhielt er eine Professur an der Slade School of Art, die hauptsächlich im Betreuen von Dissertationen bestand.
1954 war Wittkower für ein Jahr als Gastprofessor an der Harvard University tätig. Zwei Jahre später zog er in die USA und wurde Professor in der Abteilung für Kunstgeschichte und Archäologie an der Columbia University in New York. 1958 erschien Art and Architecture in Italy 1600–1750, sein meistverkauftes Buch, das auch mit mehreren Preisen ausgezeichnet wurde. 1959 wurde Wittkower in die American Academy of Arts and Sciences gewählt. 1969 ging er als Avalon Foundation Professor Emeritus of Art History in den Ruhestand und kehrte nach England zurück. Dort arbeitet er an der Cambridge University als Slade Professor of Fine Art bis zu seinem Tod 1971 weiter. Seit 1958 war er Mitglied (Fellow) der British Academy.

## Schriften (Auswahl)
Siehe Donald M. Reynolds: The writings of Rudolf Wittkower. A bibliography. Istituto della Enciclopedia Italiana, Rom 1989.
Monographien
- mit Heinrich Brauer: Zeichnungen des Gianlorenzo Bernini (= Römische Forschungen der Bibliotheca Hertziana 9–10). 2 Bände, H. Keller, Berlin 1931.
- Architectural Principles in the Age of Humanism. London 1949.
  - Grundlagen der Architektur im Zeitalter des Humanismus. 2. Aufl. Dtv, München 1990, ISBN 3-423-04412-8.
- Art and Architecture in Italy. 1600–1750. Yale University Press, New Haven 1999 (EA Harmondsworth 1958)

1. The early baroque. 1600–1625. 1999, ISBN 0-300-07939-7.
2. The high baroque. 1625–1675. 1999, ISBN 0-300-07940-0.
3. The late baroque. 1675–1750. 1999, ISBN 0-300-07941-9.

- mit Margot Wittkower: Born under Saturn. The character and conduct of artists. Weidenfeld & Nicolson, London 1963.
  - Künstler, Außenseiter der Gesellschaft. Kohlhammer, Stuttgart 1965.
- Bernini. The sculptor of the Roman Baroque. London 1966, 4. Auflag Phaidon Press, London 2001, ISBN 0-7148-3715-6.
- East-West in Art. Patterns in cultural and aesthetic relationships University Press, Bloomington, Ind. 1966.
- Sculpture. Processes and Principles. Penguin Books, Harmondsworth 1986 (Nachdr. d. Ausg. New York 1977).
- The collected essays of Rudolf Wittkower. Thames & Hudson, London 1975/78

1. Studies in the Italian baroque, Bd. 1. 1975.
2. Studies in the Italian baroque, Bd. 2. 1975.
3. Allegory and the Migration of Symbols. 1977.
4. Idea and image, Bd. 1. 1978.
5. Idea and image, Bd. 2, 1978.

Aufsätze
- Aufsätze im Journal of the Warburg Institute ab 1937
- Marco Polo and the pictorial tradition of the novels of the east. In: Étienne Balazs (Hrsg.): Oriente Poliano. Instituto Italiano per il Medio ed Estremo Orienta, Rom 1957.